# Homalispa collaris
Homalispa collaris es una especie de insecto coleóptero de la familia Chrysomelidae.
Fue descrita científicamente en 1881 por Charles Owen Waterhouse.